# 头足纲
头足纲（学名：Cephalopoda）是软体动物的一个纲，化石记录在一万种以上，现生仅存786种。頭足綱分布在所有海域的所有深度，目前沒有發現適應淡水的種類，但有些物种能夠適應不同鹽度的水。
頭足綱可分為兩個到四個亞綱，其中現存兩個亞綱：一個是蛸亞綱（Coleoidea，又稱為二鰓亞綱），外殼已經消失或是內化，主要依赖静水骨骼支持身体，物种包括章魚、鱿鱼等；另一個是鹦鹉螺亚纲（Nautiloidea，又称為四鳃亚纲），是頭足類中最古老的一支，其外殼依然存在，包括鸚鵡螺和已滅絕的直角石、房角石等。另有已滅絕的菊石亚纲（Ammonoidea，也可歸於四鳃亚纲之下）和箭石亞綱（Belemnoidea，也可歸於蛸亚纲之下）。

## 特征
头足纲动物全部為海生，肉食性，身体两侧对称，分头、足、躯干三部分。头部发达，两侧有一对发达的眼。足着生于头部，特化为腕和漏斗，故称头足类。漏斗位于头部腹面，在头和躯干之间。原始种类具有外壳，现存种类则多是内壳或无壳。鳃为羽状，一对或二对，心耳和肾的数目和鳃一致。口腔具有角质喙和齿舌。神经系统集中，感官发达。循环系统为闭管式。直接发育（无需变态）。

### 神經系統與行為
头足类的神经系统发达，由中枢神经系统、周围神经系统和交感神经系统组成，结构复杂。
頭足綱被認為是最聰明的無脊椎動物，因為牠們有高度發展的知覺和較大的腦。牠們的腦比腹足綱和雙殼綱都來的大。除了鸚鵡螺之外，頭足綱的表皮擁有一種特殊的色素細胞（chromatophore），使他們能夠經由變色來進行溝通和偽裝。有研究顯示一隻章魚的智力有如五歲的孩童，能夠進行開罐、玩積木等較複雜的動作。
此外頭足綱的神經系統是無脊椎動物之中最為複雜的，在外套膜（mantle）中龐大的神經纖維成為神經生理學常用的實驗材料。
頭足綱的視覺敏銳，實驗證明普通的章魚能夠辨識亮度、形狀、大小還有物體的垂直和水平方向。頭足綱的眼睛更能夠感應光線的偏振平面。令人驚訝的是，這些能夠變色的頭足綱動物大都是色盲。當他們進行偽裝的時候，能夠依照他們所看見的背景，利用色素細胞改變皮膚的亮度和花紋。而改變顏色的時候使用的是彩虹色素細胞（iridophore）和白色素細胞（leucophores），這些細胞能夠反映環境的光線。目前為止，只有一個種類的彩色視覺（color vision）得到證明，稱為螢火魷（Sparkling Enope Squid）。

### 循環系統
頭足綱是軟體動物當中唯一擁有封閉式循環系統馝分類：牠們擁有兩個經由鰓中的微血管來輸送血液的鰓心；一個經由身體的其他部分輸送充氧血的單一系統心臟（single systemic heart）。
和其他的軟體動物一樣，頭足綱利用一種含銅離子的血青蛋白（hemocyanin）來運送氧氣，而不是像鳥類或一般哺乳動物使用血紅素。牠們的血液缺氧時呈無色透明；接觸空氣之後時呈藍綠色。

### 運動方式
頭足綱的一般行動方式是利用噴射動力，充滿氧氣的水被吸入外套膜中的鰓之後，肌肉收縮使空間減少，導致水從足演变而成的漏斗管（hyponome）噴出，通常是背對著水噴出，並且能夠用漏斗控制方向。這是一種相對用尾巴推進更為耗能的移動方式，相對效率隨著體型增大而降低，這也使一些種類盡可能使用鰭和臂來推進。
有一些種類的章魚能夠在海底行走，墨魚和烏賊可以擺動外套膜上的翼狀肌肉來移動。

### 繁殖與生命週期
除了少數例外，蛸亞綱的壽命很短且成長快速，大多數吃下的養分都被牠們用來長大。大多數種類的雄性陰莖是一個用來將精囊輸送到交接腕（hectocotylus）的生殖管（gonoduct）肌肉末端。而交接腕是用來將精囊輸送給雌性。有一些種類沒有交接腕，牠們直接將較長的陰莖伸出外套膜來與雌性直接交配。此外他們行"單次繁殖"，也就是一生只生產一次。下完一整組的蛋之後便死亡。菊石亞綱亦採行這種速生速死、單次且大量繁殖的策略。
而鸚鵡螺亞綱則行“多次繁殖”，牠們壽命較長，且一次只下少量的蛋。

## 演化
最早的頭足類（短棒角石，屬於鸚鵡螺亞綱）于寒武紀晚期出現。早古生代时期鸚鵡螺類非常繁盛，一些體型巨大的種類更位於食物链的頂端。泥盆紀時鸚鵡螺類中的桿石目分別演化成了菊石亞綱和蛸亞綱。到了中生代，菊石取代了鸚鵡螺類的地位，成為海洋中最主要的中低端掠食者。然而所有菊石都在中生代末的白堊紀﹣古近紀滅絕事件中全數滅絕，沒有留下任何後代。在現代海洋中最為興盛的頭足綱類群是不具外殼的蛸亞綱。
頭足綱的起源尚无定论，目前有两种解释：
- 已滅絕的托莫特壳类可能是頭足綱的原始型態，牠有類似章魚的觸腕，但卻用類似蝸牛的腹足來行走於海床。
- 可能起源于某类寒武纪早期的，背着一片小贝壳的，外形像单板纲或者腹足纲的小型软体动物，可能是太阳女神螺类。
- 內克蝦（Nectocaris pteryx）可能是已知最早的頭足類化石，在帽天山頁岩的早寒武世地層和伯吉斯頁岩的中寒武世都有發現。Nectocaris的意思是“游泳蝦”。

早期的頭足類有外殼保護，這些外殼原本是圓錐狀，但是後來演變成了像現今的鸚鵡螺那樣的螺旋形狀。到了現代，許多的頭足類依然保有內殼，而大多數擁有外殼的種類在白堊紀末就都滅絕了。不論是菊石亚纲或蛸亚纲，都是由擁有外殼的桿石目在4億年前的泥盆纪分化出來。

### 触手（腕）的起源
关于头足纲触手（腕）的起源尚无定论，目前有两种解释。
- 足源说，腕由腹足分裂而成。
- 头源说，腕由头——准确地说是口周围的结构分裂强化而成。

## 分類
以下為頭足綱的下屬分類單元：（已滅絕的分類單元以劍號(†)標記）
- 鹦鹉螺亚纲 Nautiloidea：又称四鳃亚纲
  - †短棒角石目 Plectronocerida：頭足綱在寒武紀的祖先
  - †愛麗斯木角石目 Ellesmerocerida：包括所有之後頭足綱的祖先
  - †內角石目 Endocerida：繁盛于奥陶纪，包括古生代最大的无脊椎动物房角石
  - †珠角石目 Actinocerida
  - †叠盘角石目 Discosorida
  - †触环角石目 Tarphycerida
  - †箭鉤角石目 Oncocerida
  - 鸚鵡螺目 Nautilida：鸚鵡螺和化石親戚
  - †直角石目 Orthocerida
  - †假直角石目 Pseudorthocerida
  - †袋角石目 Ascocerida
  - †桿石目 Bactritida：包括所有蛸亞綱和菊石亞綱的祖先

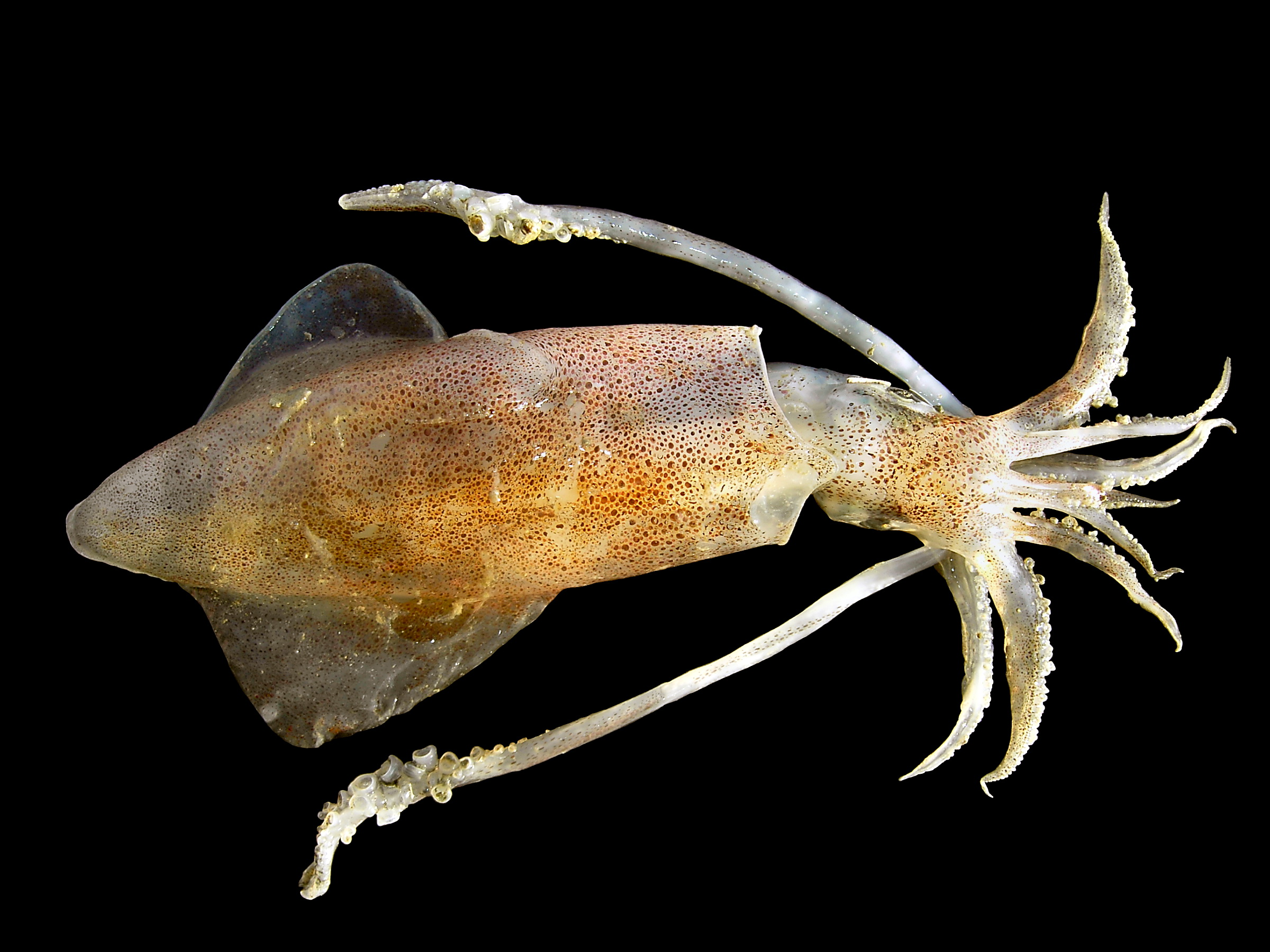
管鱿目的一种

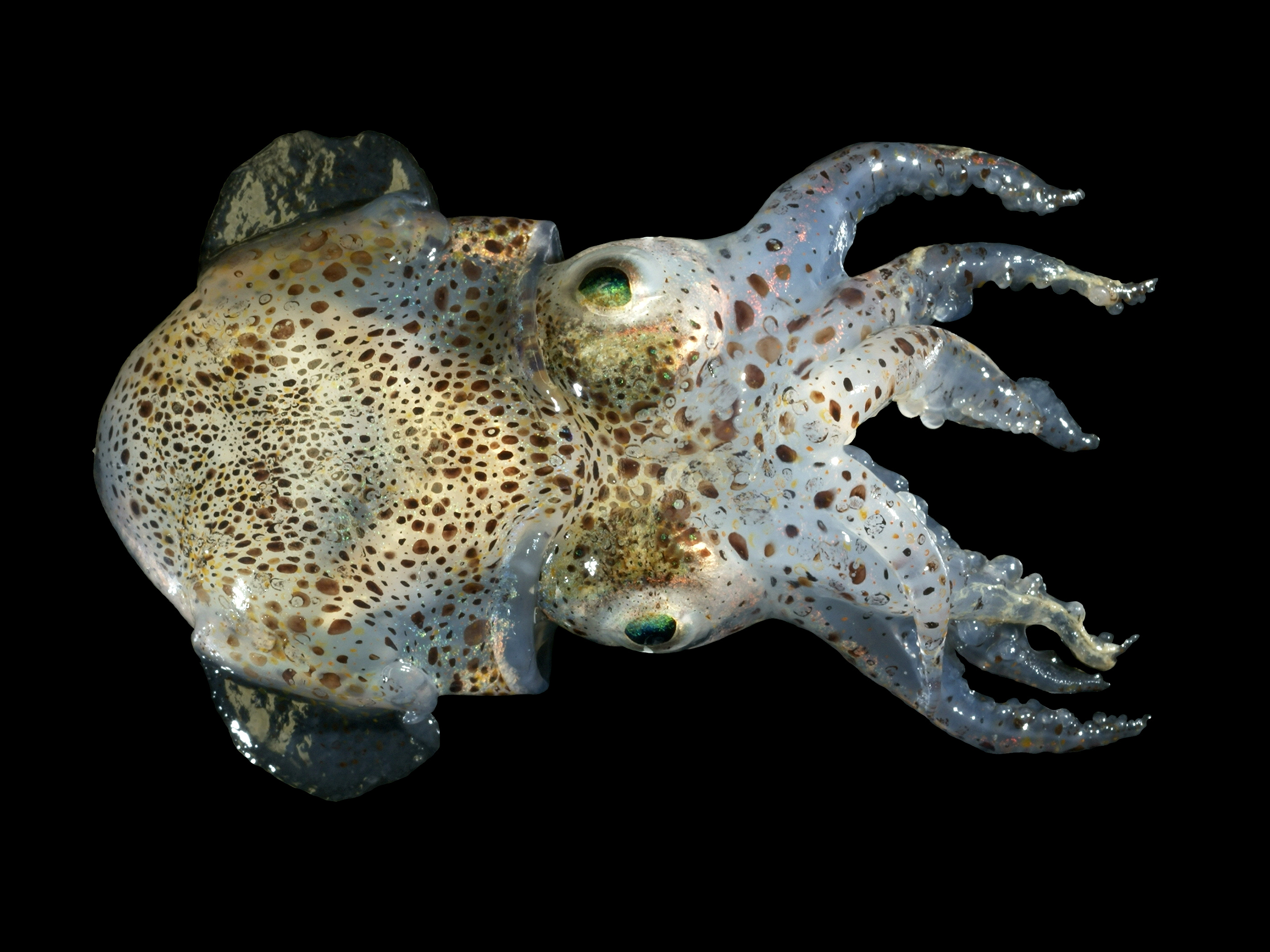
大西洋耳烏賊

- †菊石亞綱 Ammonoidea：也有分类方法把菊石归入四鳃亚纲
  - †無棱菊石目 Agoniatitida
  - †海神石目 Clymeniida
  - †棱菊石目 Goniatitida
  - †前碟菊石目 Prolecanitida
  - †齒菊石目 Ceratitida
  - †菊石目 Ammonitida：中生代最繁盛的海洋動物之一，侏羅紀和白堊紀的指準化石
- 蛸亞綱 Coleoidea：也称为二鳃亚纲
  - †箭石下綱 Belemnoidea
    - †血箭石目 Hematitida
    - †閉箭石目 Phragmoteuthida
    - †多诺万箭石目 Donovaniconida
    - †溝箭石目 Aulacocerida
    - †箭石目 Belemnitida
    - †双箭石目 Diplobelida

  - 新蛸下綱 Neocoleoidea
    - 十腕總目 Decapodiformes
      - 深海魷目（英语：Bathyteuthida） Bathyteuthida
      - 微鰭烏賊目 Idiosepida
      - 閉眼目 Myopsida：鎖管
      - 開眼目 Oegopsida：魷魚
      - 墨魚目 Sepiida：墨魚
      - 旋烏賊目 Spirulida

    - 八腕總目 Octopodiformes
      - †粗沙鱗科 Trachyteuthididae (地位未定)
      - 幽靈蛸目 [Vampyromorphida：活化石，又稱吸血鬼烏賊
      - 章魚目 Octopoda：章魚、船蛸、水母蛸等

    - †古魷形態類（英语：Palaeoteuthomorpha） Palaeoteuthomorpha
      - †波列茨基魷目（英语：Boletzkyida） Boletzkyida

## 外部連結
- 維基物種上的相關：头足纲

英文
- CephBase - cephalopod database
- TONMO.COM - The Octopus News Magazine Online - cephalopod articles and discussion（页面存档备份，存于）
- Tree of Life Web Project - Cephalopoda（页面存档备份，存于）
- Mikko's Phylogeny Tree
- Articles on various fossil cephalopod topics for non-specialists
- Fish vs. Cephalopods（页面存档备份，存于）
- Will Fast Growing Squid Replace Slow Growing Fish?
- Bipedal Octopuses with links to video and original paper
- Palcephalopoda/Neocephalopoda Hypothesis
- Biomineralisation in modern and fossil cephalopods（页面存档备份，存于）
- Cephalopods（页面存档备份，存于）